# Matovce
Matovce (in ungherese Mátévágása) è un comune della Slovacchia facente parte del distretto di Svidník, nella regione di Prešov.